# A Sumter-erőd ostroma
A Sumter-erőd ostroma 1861. április 12–14. között zajlott. A Dél-Karolina állambeli Charleston kikötőjében álló Sumter-erődöt az Amerikai Konföderációs Államok hadereje ostromolta meg és foglalta el. Ez volt az amerikai polgárháború első fegyveres ütközete. A erődöt védő északiak kétnapi tűzharc után megadták magukat.
1860–61 fordulóján hét déli állam deklarálta függetlenségét az Amerikai Egyesült Államoktól. Az első, Dél-Karolina azt követelte, hogy az Amerikai Egyesült Államok hadereje hagyja el a Charleston-öbölben épített katonai létesítményeit. 1860. december 26-án Robert Anderson őrnagy titokban átvezényelte a parancsnoksága alá tartozó 85 katonát az ekkora erővel szinte védhetetlen Moultrie-erődből az öbölbe épített Sumter-erődbe, amely jelentős tűzerejével ellenőrizhette a hajóforgalmat. James Buchanan elnök 1861. január 9-én erősítést és utánpótlást küldött Andersonnak a Star of the West hajóval, de azt a dél-karolinai hatóságok figyelmeztető lövésekkel elzavarták. Ezután megszálltak a Sumter-erőd kivételével minden szövetségi létesítményt és területet Charleston környékén.
1861 első hónapjaiban a helyzet már ostromállapotra emlékeztetett. Márciusban P. G. T. Beauregard dandártábornokot, a Konföderáció frissen felállított haderejének első tábornokát nevezték ki parancsnoknak, aki előkészítette a támadást és az erődre irányította a rendelkezésre álló összes tüzérségi eszközüket. Az erőd tüzérsége is jelentős tűzerőt képviselt, de a kis létszámú unionisták készletei fogytán voltak.
A Sumter-erőd megtartásához szükséges hadfelszerelés eljuttatása vált az újonnan beiktatott elnök, Abraham Lincoln kabinetjének első igazi válsághelyzetévé. Lincoln közölte a továbbra is az Egyesült Államok részének tekintett Dél-Karolina kormányzójával (Francis W. Pickensszel), hogy hajón utánpótlást küld a védőknek, erre azonban a Konföderáció azonnali elhagyására felszólító ultimátummal válaszolt. Anderson őrnagy nem adta fel az erődöt. Április 12-én hajnali 4:30-kor a konföderációs ágyúk az öböl különböző pontjairól tüzet nyitottak. Ezt az erőd viszonozta, de az első pillanattól súlyos hátrányban volt, így 34 órával később Anderson mégis beleegyezett a szabad elvonulásba. A tűzharcban egyik fél sem vesztett egyetlen embert sem, a megadási ceremónián azonban egy ágyú felrobbant, és az ekkor szerzett sérüléseibe két északi katona belehalt.
Az ostrom az északi és a déli közvéleményben is megerősítette a háborús hangulatot. Lincoln 75 000 önkéntest szólított fegyverbe az általa lázadásnak interpretált esemény leverésére. Erre további négy állam lépett ki az Unióból, és megkezdődött az amerikai polgárháború.

## Az események történelmi háttere

### Az elszakadás
1860. december 20-án, nem sokkal Lincoln választási győzelmét követően Dél-Karolina elfogadta azt a rendeletet, mely kinyilvánította az Amerikai Egyesült Államoktól történő elszakadást. 1861 februárjára további hat déli állam tett hasonló nyilatkozatot, így február 7-én közösen elfogadták az Amerikai Konföderációs Államok ideiglenes alkotmányát. Ideiglenes fővárosukat az Alabama állambeli Montgomeryben rendezték be. A februári béketárgyalás Washingtonban nem tudta megoldani a válságot. Nyolc rabszolgatartó állam azonban, elutasította a Konföderációhoz történő csatlakozást.
Az unióból kivált államok számos határaikon belüli szövetségi tulajdont, úgy mint épületeket, fegyverraktárakat és erődítményeket vettek birtokba. James Buchanan elnök tiltakozott ez ellen, de nem intézett katonai válaszlépéseket. Az aggasztotta, hogy egy nyílt katonai beavatkozás elszakadásra késztetheti az unióban maradt határállamokat. Nyilatkozata szerint a tagállamoknak nem volt alkotmányos joga az elszakadásra, de olyan alkotmányos felhatalmazást sem talált, melynek alapján azt jogi eszközökkel megakadályozhatta volna.

### Charlestoni erődök

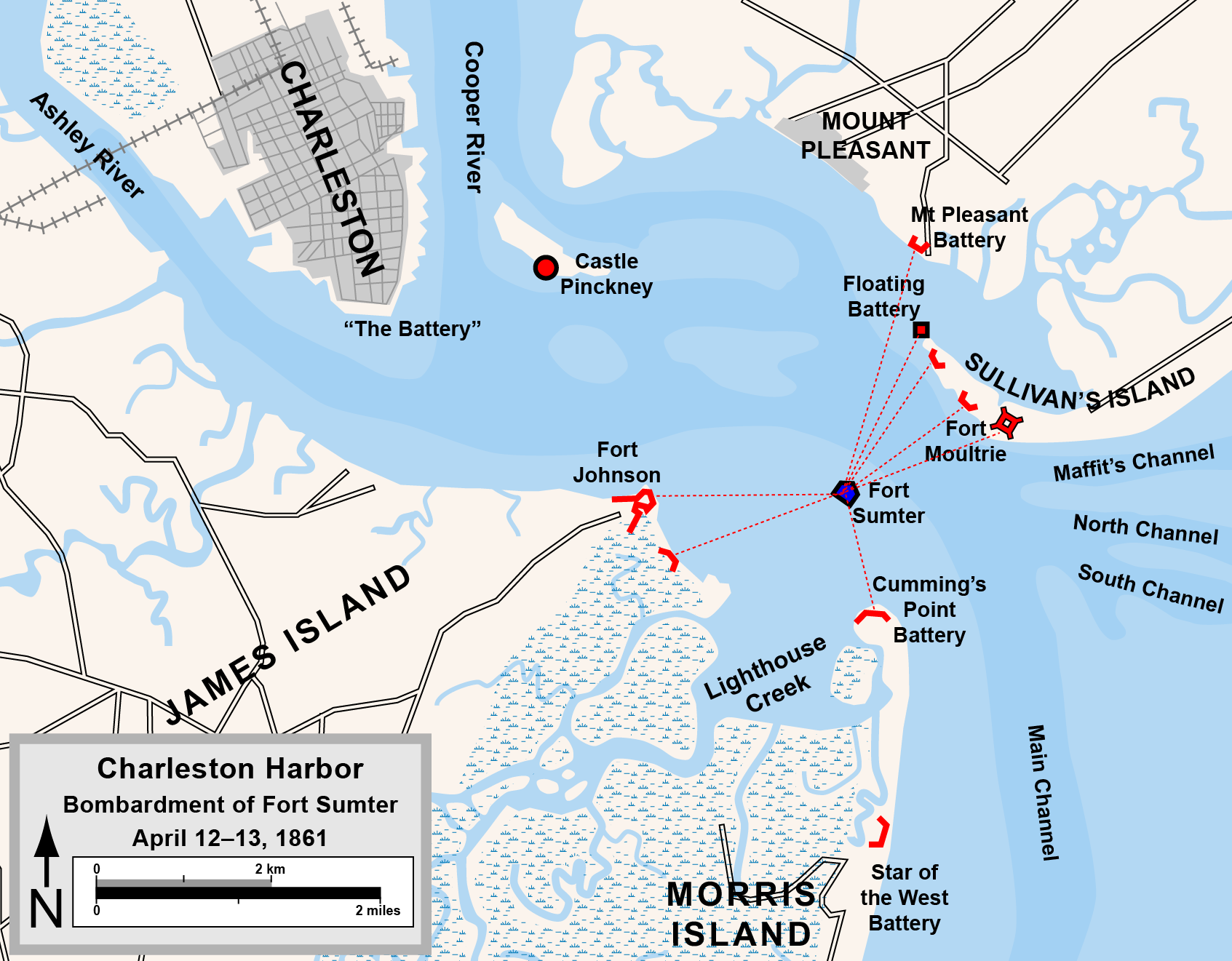
A charlestoni kikötő térképe; vörössel a konföderációs erődök és tüzérségi állások vannak feltüntetve.

A charlestoni öbölben számos erődöt építettek, köztük a Sumter-erődöt és Moultrie-erődöt, melyeket nem Dél-Karolina irányított, hanem szövetségi felügyelet alatt álltak. A Sullivan Islanden épült Moultrie volt a legrégebbi, mely 1776 óta a környéken állomásozó haderő helyőrség-parancsnoksága volt. Feladatánál fogva a kikötő védelmére lett kialakítva, így a szárazföld felől elhanyagolható volt a védettsége. A kialakuló krízis során a charlestoni újságok arról tudósítottak, hogy falai az alatta levő homokdűnékről kényelmesen megmászhatóak. Mikor a helyőrség megkezdte ellapátolni a homokot, az újságok tiltakoztak ellene.
A növekvő országos politikai feszültség miatt Robert Andersont, az 1. tüzérezred őrnagyát 1860 őszén nevezték ki Charlestonba a helyőrség parancsnokának. Kentuckyból származott és Winfield Scott vezénylő tábornok pártfogoltjának számított, s emiatt azt gondolták, hogy elődjénél, a nyugalmazás felé közelgő John L. Gardner ezredesnél keményebben fog fellépni egy esetleges krízis esetén. Anderson korábban már szolgált a Moultrie-erődben, apja pedig egyike volt az akkor még Sullivan nevű erőd védőinek az amerikai függetlenségi háború alatt. Az ősz folyamán Dél-Karolina vezetése egyaránt elkerülhetetlennek tartotta az elszakadást és a kikötőbeli szövetségi tulajdon kisajátítását. A válság mélyülésével az erőd környékén kialakuló helyzet egyre jobban emlékeztetett egy ostromra, egészen odáig menően, hogy a dél-karolinai hatóságok őrhajókat rendeltek ki a helyőrségi csapatmozgások megfigyelésére és erőszakkal fenyegettek, amikor negyven kézifegyvert átszállítottak a szövetségi hadianyagraktárból az egyik erődbe.
A Moultrie-erőddel ellentétben a Sumter-erőd megbéníthatta a charlestoni kikötő forgalmát és befejezése után egyike lett volna a világ legerősebb ilyen jellegű katonai létesítményeinek. 1860 őszén a befejezés már a küszöbön állt. Az erődben egy katona szolgált a világítótorony őre, akinek egy kisebb civil munkásbrigád szolgáltatott társaságot. Buchanan elnök ígéretet tett a dél-karolinai kormányzónak, hogy nem hajt végre szövetségi csapatmozgásokat és nem küld további erősítéseket a térségbe, ha a dél-karolinaiak sem zaklatják a katonákat és békén hagyják a maradék szövetségi katonai tulajdont. Erről azonban külön az egységparancsnokokat nem értesítették. 1860. december 26-án éjjel, Dél-Karolina elszakadása után hat nappal, Anderson őrnagy saját hatáskörében úgy döntött, hogy katonái elhagyják a nehezen védhető Moultrie-erődöt. Az ott lévő ágyúkat megrongálták, használhatatlanná tették és a sötétség leple alatt hajókon átkeltek a Sumter-erődbe.

### Buchanan elnök és aStar of the Westkereskedőhajó

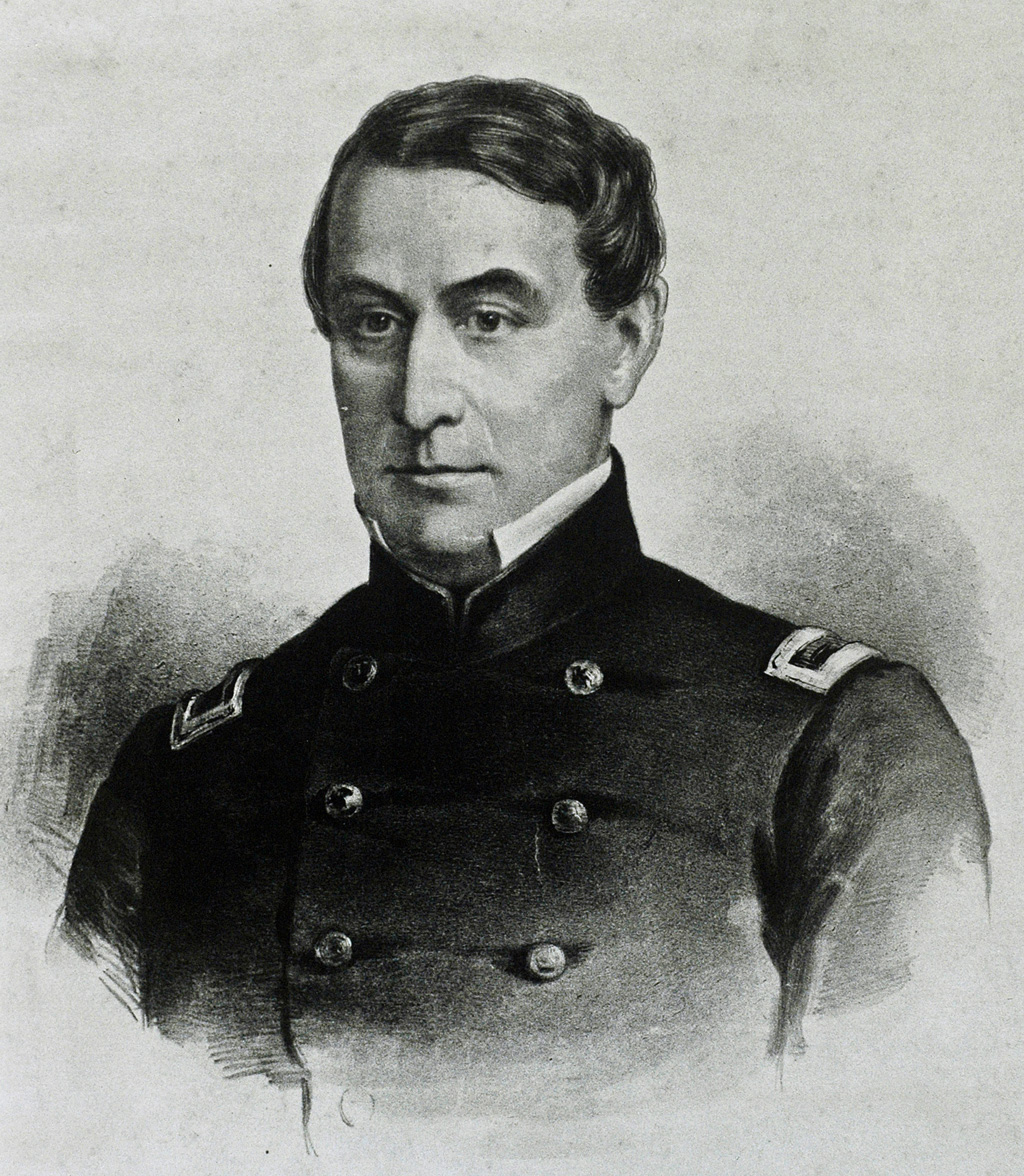
Robert Anderson őrnagy, az erőd parancsnoka

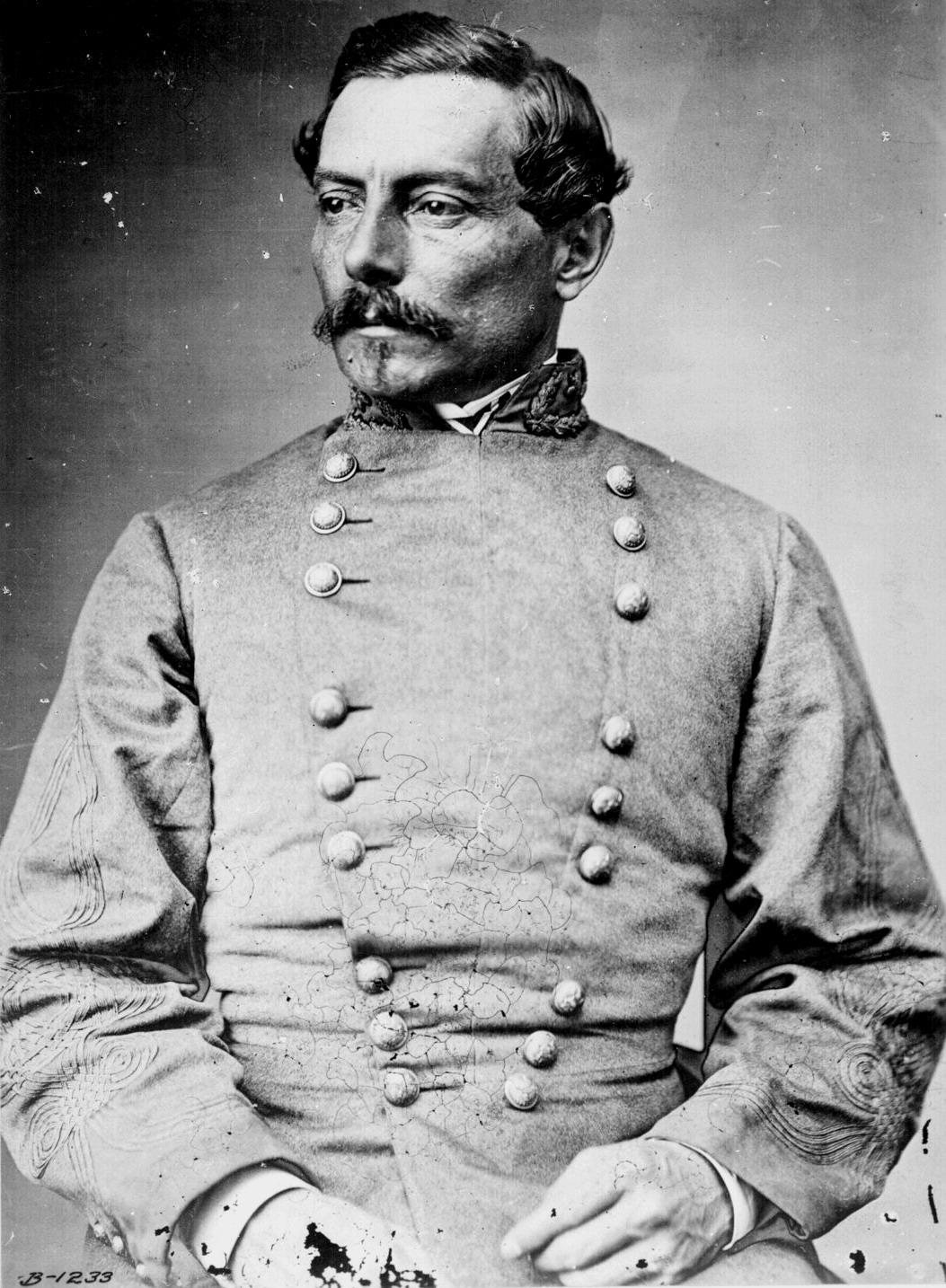
P. G. T. Beauregard dandártábornok, a déliek parancsnoka

A dél-karolinai hatóságok Anderson átvonulását szószegésnek tekintették. Francis W. Pickens kormányzó bízott Buchanan korábbi ígéretében, hogy a Sumter-erődöt nem tölti fel őrséggel és ez kínos politikai helyzetnek bizonyult. Valójában Buchanan a korábbi politikai és diplomata gyakorlatát is latba vetve bonyolult nyelvezettel arra tett ígéretet, hogy nem fogja "azonnal" birtokba venni azt. Anderson őrnagy szemszögéből nem minősült csapatmozgásnak egyik parancsnoksága alatt levő erődből a másikba átmenni. Ő mindössze a hadügyminisztériumtól Don Carlos Buell őrnagy vezérkari szárnysegédjétől december 11-én kapott kapott utasítás szerint járt el, melyet egyébként maga John B. Floyd hadügyminiszter is jóváhagyott az alábbiak szerint:
|  | „... védje meg a kikötőbeli erődök birtokát, és ha támadás éri, védekezzen a végsőkig. A rendelkezésére álló erő folytán lehetséges, hogy nem tud a háromból egy erődnél többet ellenőrizni, de bármely erőd ellen intézett támadás, vagy birtokbavételi kísérletet ellenséges aktusnak fogunk felfogni, így parancsnokságát abba helyezheti át, amely leginkább alkalmasnak tűnik az Ön számára, hogy ellenállása erejét növelje. Engedélyt kap, hogy hasonló lépéseket tegyen, abban az esetben is, ha ellenséges cselekményre irányuló tervnek kézzelfogható bizonyítékát szerzi.” |
|  | |

Pickens kormányzó ezért elrendelte, hogy minden egyéb szövetségi támaszpontot foglaljanak el a Sumter-erőd kivételével. Az állami milícia sietve elfoglalta a Moultrie-erődöt (56 ágyút zsákmányolva), a James Islanden épült Johnson-erődöt és a Morris Islandre telepített ágyúüteget. December 27-én egy 150 fős egység vérontás nélkül elfoglalta az unionista fennhatóság alatt álló charlestoni öbölben a városhoz közel fekvő Castle Pinckney erődöt, 24 ágyút, valamint további tarackokat is zsákmányolva. December 30-án a szövetségi hadianyagraktár került sorra Charlestonban, melyből a milícia 22 000 puskát zsákmányolt. A Konföderáció gyorsan megjavította Moultrie-erődöt és új ütegállások tucatjaival, valamint védelmi állások létesítésével erősítette meg a charlestoni kikötő környékét, beleértve az úszódokkra szerelt charlestoni mobil üteget is.
Buchanan elnököt meglepte és megijesztette is egyben Anderson Sumter-erődbe történt áttelepülése, de ő nem tudott azokról az utasításokról, melyeket katonai feletteseitől kapott. Ennek ellenére elutasította Pickens abbéli követelését, hogy ürítse ki a charlestoni öblöt. Mivel az északiak készletei fogyóban voltak, Buchanan engedélyezte hogy ellássák őket új ellátmánnyal, kézifegyverekkel és további 200 fő katonasággal növelte volna az ottani létszámot. Eredetileg a haditengerészet USS Brooklyn nevű szlupját akarták kirendelni az utánpótlás szállítására, de mikor megtudták, hogy Dél-Karolina a hajózási útvonalat roncsokkal torlaszolta el, aggódni kezdtek, hogy a Brooklyn túl mély merülésű ahhoz, hogy áthaladhasson. Ehelyett egy fegyverzet nélküli kereskedőhajót, a Star of the West-et rakodták meg, remélve, hogy ez kevésbé fog provokatívnak tűnni Dél-Karolina számára. Amint a Star of the West 1861. január 9-én megközelítette a kikötő bejáratát, a Morris Island tüzérsége lövéseket adott le rá. Fort Moultrie ágyúi is lőni kezdtek, így a Star of the West visszafordulni kényszerült. Anderson őrnagy az ágyúdörgés hallatára betöltötte saját ágyúit, de mivel az ellátására indult műveletről a titkosság megőrzése végett nem informálták, ezért nem akarta a fegyveres összeütközést kiprovokálni.
1861. január 31-én kézbesített levelében Pickens Buchanantől a Sumter-erőd feladását követelte, mivel "megítélésem szerint birtoklása nem esik egybe Dél-Karolina államának biztonságával és méltóságával".

### Katonai előkészületek
1860-61 telén az erőd helyzete válságosra fordult, mivel készleteik és a fűtőanyaguk is fogyóban voltak. A védők mindezek ellenére teljes erejükből igyekeztek befejezni a védművek kiépítését. A Sumter-erődöt eredetileg 135 ágyú befogadására tervezték, melyet 650 fős legénység és tisztikar működtetett volna, de az építés számos csúszást szenvedett és menet közben a biztosított költségvetést is csökkentették. Anderson parancsnoksága alá tartozó védők létszáma 85 fő volt, melyet két kisebb tüzérütegbe szervezett. Az E üteg Abner Doubleday százados, a H-t Truman Seymour százados vezette. Rajtuk és az őrnagyon kívül mindössze hat másik tiszt volt jelen: az orvos, két főhadnagy, egy hadnagy és két hadmérnök, akik a charleston környéki erődök építési munkálatait irányították, de ők washingtoni központjuknak engedelmeskedtek, nem voltak közvetlenül Andersonnak alárendelve. Az állomány további része 68 altisztből és legénységi állományú katonából állt, valamint az erődben volt 8 katonazenész és 43 fizikai munkás is.

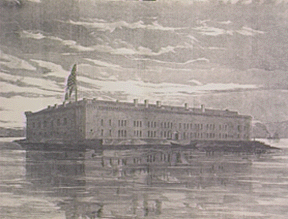
A Sumter-erőd az ostrom előtt

Áprilisra az északiak 60 ágyút tudtak felkészíteni a harcra, de mind egyszerre történő működtetéséhez nem rendelkeztek elegendő személyi állománnyal. Az erőd három emeletnyi beépített ágyúállással rendelkezett. A második emelet üres volt, az ágyúk többsége a felső emeleten és a falak által közrefogott udvaron volt elhelyezve. A védők szerencsétlenségére az erőd eredeti feladata a kikötő védelme volt és emiatt úgy tervezték, hogy a lövegek többsége az Atlanti-óceán felé nézett, egy a tengerről érkező fenyegetés elhárítására. Az öböltérség felől érkező ágyútűz, vagy gyalogság által végrehajtott partraszállás ellen vajmi kevés védelmet nyújtott.
1861 márciusában P. G. T. Beauregard dandártábornok vette át Dél-Karolina charleston környékén állomásozó egységeinek parancsnokságát. Jefferson Davis március 1-jén nevezte ki a Konföderáció első tábornokává és megbízta az ostrom végrehajtásával. Beauregard ismételten követelte, hogy az uniós erők vagy hagyják el a térséget, vagy tegyék le a fegyvert. Lépéseket tett arra is, hogy ne juthasson el hozzájuk utánpótlás, amikor készleteik fogyni kezdtek. Alaposabb kiképzést rendelt el a dél-karolinai milíciának, beleértve az ágyúk használatát is. A történelem fintoraként korábban Anderson őrnagy volt Beauregard tüzérinstruktora a West Point katonai akadémián. Közeli katonatársakként dolgoztak, mivel az akadémia elvégzése után Beauregard lett egy időre Anderson helyettese. Itt a már szembenálló volt katonatársak kiképzéssel és felkészítéssel töltötték az egész márciust és minden képességüket latba vetve készültek az egymás elleni harcra.
A hadmérnöki végzettségű Beauregard pusztító erejű tüzérséget állított fel Sumter-erőd lövegeivel szemben. A Moultrie-erődben három nyolchüvelykes Columbiad ágyúja, két nyolchüvelykes tarackja, öt 32 fontos sima csövű ágyúja, és négy 24 fontos lövege volt. Moultrie falain kívül öt 10 hüvelykes mozsárágyút, két 32 fontos, két 24 fontos, és egy kilenchüvelykes Dahlgren sima csövű ágyút állítottak fel. Az úszó üteg Fort Moultrie közelében két 42 fontos, és két 32 fontos ágyút szállított vassal bevont rönkjein. A James-szigeti Johnson-erőd egy 24 fontos ágyút és négy 10 hüvelykes mozsarat szegezett a Sumter-erődre. A morris islandi Cummings Pointról hét 10 hüvelykes mozsárágyút, két 42 fontos ágyút, egy angol Blakeley mintájú huzagolt csövű ágyút és három 8 hüvelykes Columbiadot irányoztak az erődre. Utóbbiak az Iron Battery, azaz vasüteg néven voltak ismertek, az állások előtti vasrudakkal erősített fapajzsokról elnevezve. Körülbelül 6000 főből állt azok létszáma, akik kezelték a lövegeket és készenlétben voltak az erőd elleni támadásra, beleértve a lényegesen kisebb harcértékkel bíró, főleg ifjakból és öregekből verbuválódott helyi milíciát is.

### A háború kezdete

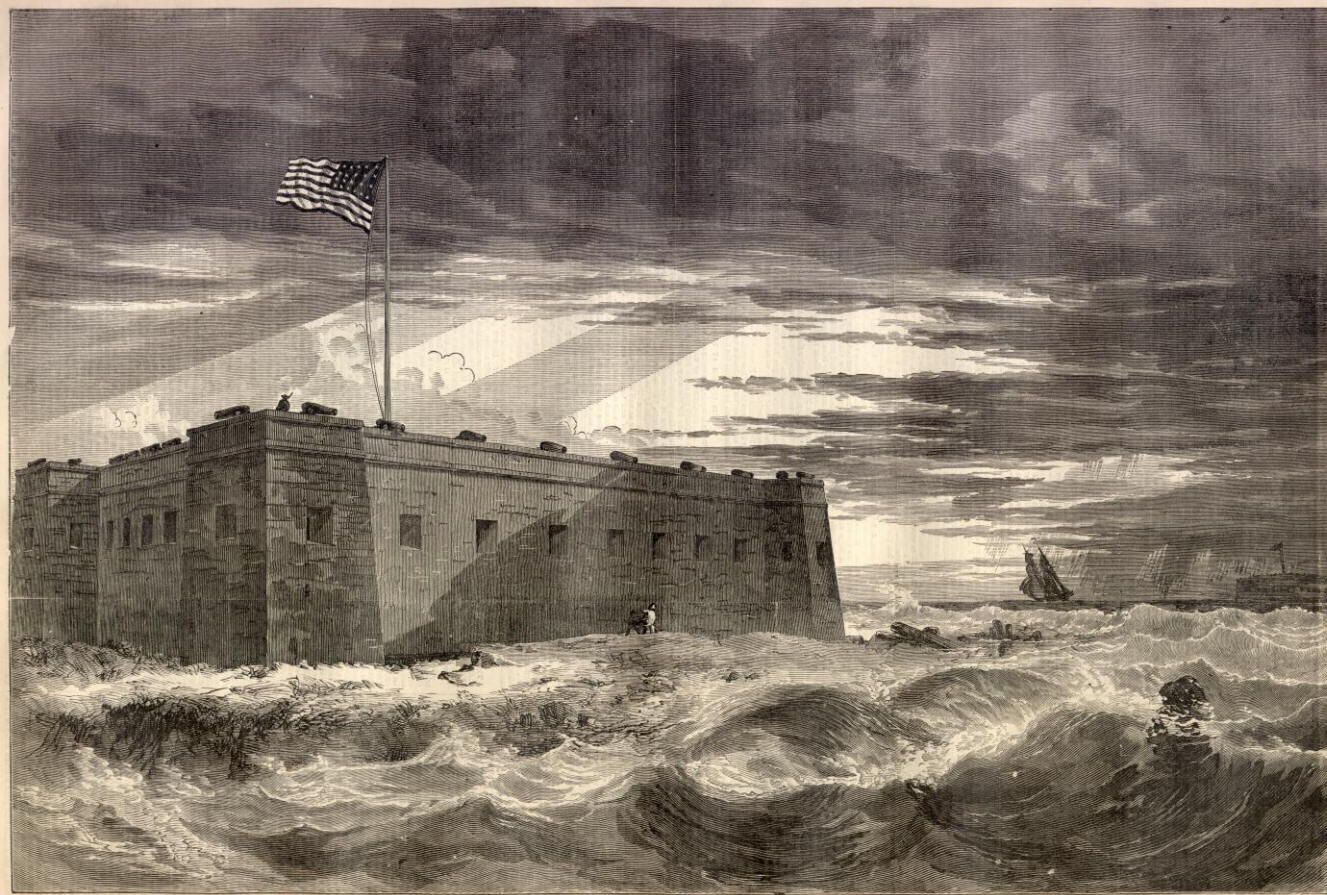
Fort Pickens a floridai Pensacolában

1861. március 4-én Abraham Lincolnt beiktatták az Amerikai Egyesült Államok elnökének. Neki mindjárt elsők között azzal kellett szembesülnie, hogy Anderson őrnagy jelentette már csak hat hétre elegendő élelmiszere van. Hasonlóan alakult a helyzet a floridai Pensacolában, ahol a Pickens-erődöt fenyegette a Konföderáció. Lincolnnak és újonnan felállt kabinetjének abban kellett döntenie, hogy küldjenek-e utánpótlást az erődöknek és ha igen, akkor hogyan. Az forgott kockán, hogy vajon az ellenségeskedés kitör-e és hogy melyik félt tekinti majd a közvélemény agresszornak. Hasonló viták és aggodalmak jellemezték a Konföderáció döntéshozóinak tárgyalásait is..
Az Amerikai Konföderációs Államok február elején történt megalapítása után vita bontakozott ki az új állam vezetői közt, hogy a Sumter-erőd elfoglalása vajon Dél-Karolina belügye-e, vagy az új, alabamai Montgomeryben székelő konföderációs kormányé. Pickens kormányzó az állami önrendelkezés azon hívei közé tartozott, aki a charlestoni öböl valamennyi létesítményét vissza akarta származtatni Dél-Karolinára az önállóság kikiáltása és az USA-tól történő elszakadás folytán. Ez a vita azzal párhuzamosan folyt, hogy vajon milyen lépésekkel kellene a Sumter-erődöt és a Pickens-erődöt megszerezni és ehhez milyen eszközöket használjanak, esetleg beleértve a katonai erő alkalmazását is. Davis elnök Lincolnhoz hasonlóan azt szerette volna elérni, hogy ne országát tekintsék az agresszornak. Mindkét oldal azzal számolt, hogy az elsőnek erőszakhoz folyamodó fél elveszti a határállamokban élvezett támogatását, márpedig azok hovatartozása még vita tárgyát képezte. Lincoln március 4-i beiktatása előtt öt állam voksolt az elszakadás ellen, köztük Virginia is. Lincoln nyíltan felajánlotta a Sumter-erőd kiürítését, amennyiben garanciát kap rá, hogy Virginia az unió tagja marad.
A CSA követeket küldött Washingtonba, melyek útján felajánlotta, hogy kifizeti a birtokba vett szövetségi tulajdonokat és békemegállapodást ír alá az USA-val. Lincoln elutasított mindenféle tárgyalást velük, mivel nem ismerte el a Konföderáció tagállamainak elszakadását, így a Konföderáció létrejöttét sem. Minden a Konföderációval kötött nemzetközi egyezmény de facto elismerése lett volna a függetlenségüknek. William Henry Seward külügyminiszter ellenben a Sumter-erőd politikai okokból, a jó szándék jeleként történő feladását el tudta volna képzelni, ezért közvetett tárgyalásokat kezdett a követekkel. Lincoln elnök azonban leállíttatta a további egyeztetéseket és megrótta az engedély nélküli tárgyalásokért Sewardot.
Április 4-én amikor az élelmiszerkészletek az erődben csaknem kifogytak Lincoln elrendelte, hogy utánpótlással lássák el őket. A művelet irányítója Gustavus V. Fox lett. Fox korábban hajóskapitány volt, később pedig a tengerészeti miniszter helyettese lett és a Star of the West-nél kisebb hajók éjszakai kikötését javasolta. Fox utasítása úgy szólt, hogy a műveletet végzők kössenek ki a Sumter-erőd alatt, juttassanak be nekik készleteket, és amennyiben konföderációs támadás éri őket, akkor az Egyesült Államok haditengerészete avatkozzon be, tegyen partra készleteket és katonaságot is egyaránt. Ezúttal Anderson őrnagyot is értesítették a műveletről, noha az időpontot nem fedték fel előtte. Április 6-án, Lincoln üzenetet küldött Pickens kormányzónak, miszerint „meg fogják kísérelni a Sumter-erőd kizárólag élelemmel történő utánpótlását, és amennyiben az nem ütközik ellenállásba, akkor személyi állományt, fegyvereket és lőszert nem fognak további értesítés nélkül partra tenni, az erőd ellen intézett támadás esetét kivéve.”
Lincoln értesítését Dél-Karolina kormányzójának küldte, nem a Konföderáció adminisztrációjának, mivel azt nem ismerte el. Pickens konzultált a helyi konföderációs parancsnokkal, Beauregard-ral. Jefferson Davis hamarosan utasította Beauregard-t, hogy ismét szólítsa fel Sumter-erődöt a megadásra és amennyiben ez nem történik meg, akkor rombolja le az erőd falait, mielőtt még az utánpótlásuk megérkezik. A Montgomeryben ülésező konföderációs kabinet támogatta Davis április 9-i parancsát. Csak Robert A. Toombs külügyminiszter ellenezte a döntést. A feljegyzések szerint nyomatékosan figyelmeztette Davist, hogy a támadás „elidegeníti tőlünk minden barátunkat Északon. Csak a darázsfészek felzavarását fogja elérni. ... A most csendben levő légiók kirajzanak és halálra fognak szurdosni minket. Ez szükségtelen, bűnbakká tesz minket és végzetes lesz.”

William H. Seward
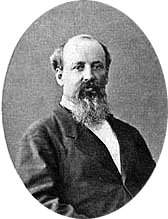
Gustavus V. Fox
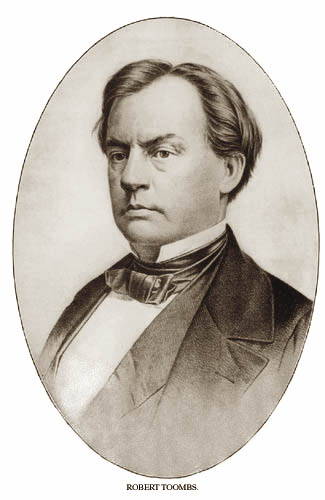
Robert Augustus Toombs
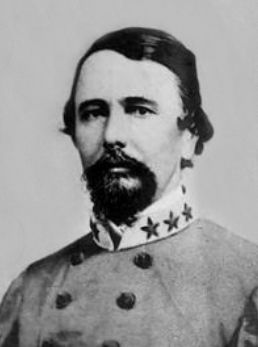
James Chesnut

Beauregard három hadsegédet küldött április 11-én a Sumter-erődbe az ultimátummal: James Chesnut ezredest, James A. Chisholm ezredest és Stephen D. Lee századost. Anderson elutasította a megadást, de hozzáfűzte: "Várom tehát az első lövést; amennyiben nem rombolnak porig minket, akkor pár napon belül kiéhezünk." A szárnysegédek visszatértek Charlestonba és jelentést tettek Beauregard-nak a kommentárról. Április 12-én éjjel 1 órakor átadták Beauregard üzenetét Andersonnak: "Ha meghatározza az idejét a Sumter-erőd kiürítésének, és beleegyezik, hogy ezen időpontig nem lő ránk fegyvereivel, amíg mi meg nem támadjuk, akkor nem fogunk tüzet nyitni." A rangidős tisztekkel történő megbeszélés után Anderson azt válaszolta, hogy április 15-én éjfélig ki fogja üríteni az erődöt, amennyiben addig nem kap a kormánytól új parancsokat, vagy ellátmányt. Chesnut ezredes a választ túlságosan feltételekhez kötöttnek tartotta és 3:20-kor átnyújtott válaszában azt írta "Uram, Beauregard dandártábornok, a Konföderáció Ideiglenes Fegyveres ereje parancsnokának felhatalmazása alapján kötelességünk figyelmeztetni, hogy lövegeink mostantól számítva egy óra múlva tüzet nyitnak a Sumter-erődre." Anderson kikísérte a küldöttséget csónakjukhoz, kezet rázott mindegyikükkel, és azt mondta: "Ha ezen a világon már nem találkozunk, Isten adja, hogy a következőben lássuk egymást."

## Az erőd ágyúzása

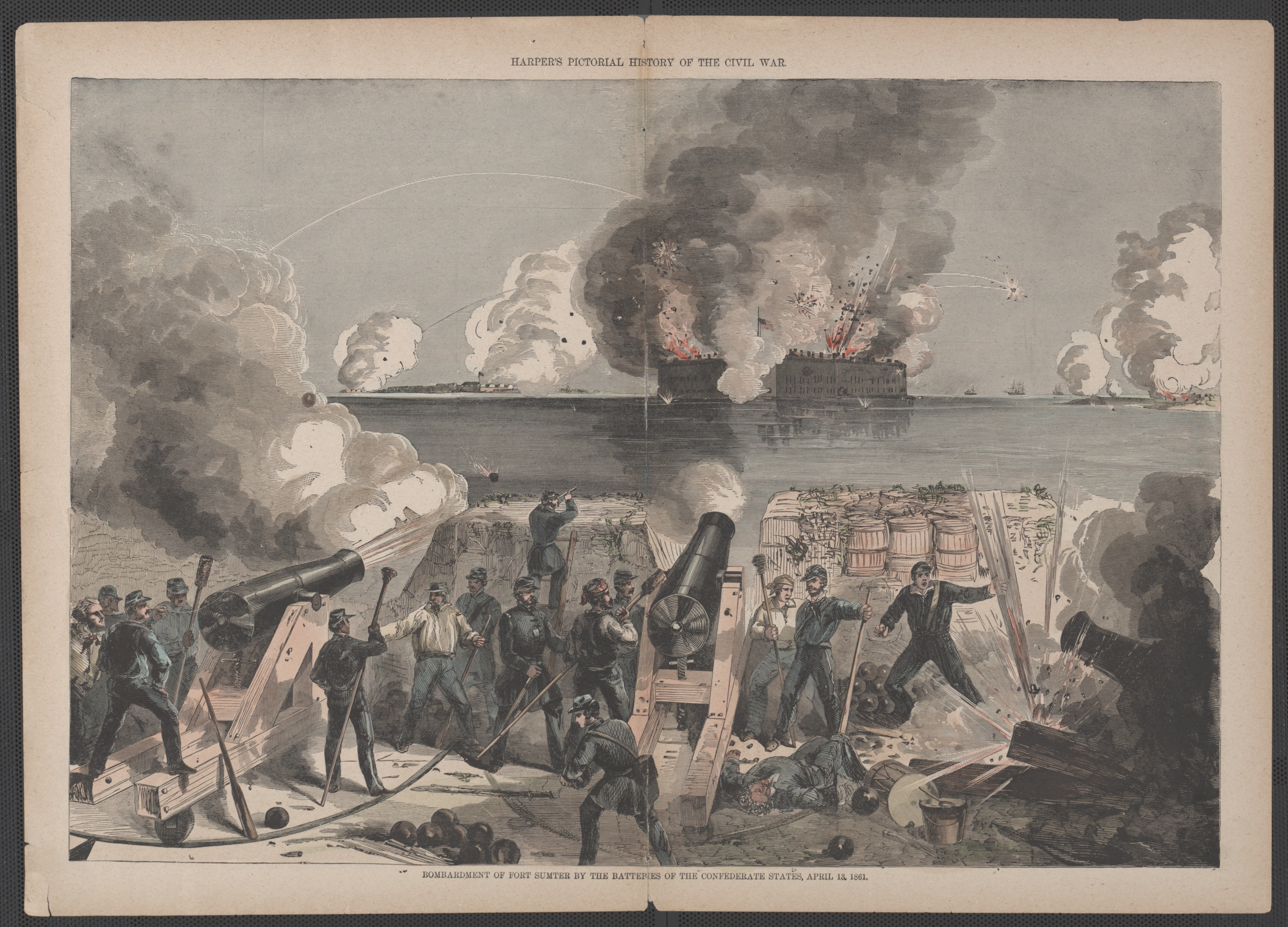
A konföderáció ágyútüze

Április 12-én 4:30-kor, Henry S. Farley hadnagy George S. James százados parancsára kilőtte a Johnson-erődben elhelyezett 10 hüvelykes mozsárágyúját. James felajánlotta az első lövés megtiszteltetését Roger Pryornak, az ismert virginiai szecesszionistának, aki azonban lemondott erről: „Én nem tudnám a háború első lövését leadni.” A Sumter-erőd fölött detonáló világító lövedék mintegy jelzésként szolgált az összesen 4003 löveget és mozsarat számláló tüzérség általános támadásának megkezdésére a Moultrie-erődből, a Johnson-erődből, a mobil úszó ütegről és a Cummings Pointról. Beauregard parancsára az ágyúk az órajárással ellentétesen haladóan, ciklikusan lőttek kétpercenként egy lövedéket: Beauregard spórolni akart a lőszerrel, mivel számításai szerint mindössze 48 óráig tudta fenntartani a folyamatos tüzelést. Edmund Ruffin, egy másik ismert virginiai elszakadáspárti aktivista, aki azért utazott Charlestonba, hogy jelen legyen a háború kitörésének pillanatánál a jelzés után kilőtte az egyik első célzott lövést a cummings pointi Iron Battery 64 fontos lövedékével. A Sumter-erőd lövetésének dörejétől az egész öböl visszhangzott és felkeltette álmából a charlestoni polgárokat (közte a híressé vált naplót vezető Mary Chesnutot), akik kisereglettek a pirkadat előtti vaksötétbe és azt figyelték, hogyan hullanak a lövedékek a vízre és az erőd belsejében detonálva. A Chesnut naplóba ez került bejegyzésre: „Térdemre borulva oly buzgón kezdtem el imádkozni, mint azelőtt egyszer sem.”
Anderson napkelte előtt nem lőtt vissza. Katonái reggel hatkor felsorakoztak, aztán megreggeliztek. 7-kor Doubleday százados lőtt egyet a cummings pointi vasütegre, ami nem talált. A helyőrség alacsony létszáma miatt Anderson nem tudta mind a 60 ágyúját használni, ezért szándékosan kerülte azok használatát, ahol a veszteségek bekövetkezése a legvalószínűbb volt. A legjobb ágyúállások az erőd felső emeletén voltak, a barbettán, ahol csapatai a leginkább ki voltak téve a felülről rájuk hulló lövedékeknek. Az erődöt tengerről érkező támadás kivédésére tervezték és a korabeli hadihajókon nem voltak ballisztikus pályán a falak fölött átlövő ágyúk telepítve. A parti ütegek ezzel szemben képesek voltak átlőni fölöttük, így a Sumter-erőd helyőrsége csak azt a 21 ágyút használhatta biztonságosan, melyeket a legalsó szinten helyeztek el, s ezért maguk viszont legnagyobb részt nem voltak képesek elég magas szögben lőni ahhoz, hogy Moultrie-erődöt komolyan fenyegessék. Ezenkívül bár a helyőrség jelentős készletet vihetett a Sumter-erődbe, de a lőszer mégis kevésnek bizonyult és a 34 órás ágyúzás végén gyakorlatilag kifogyott. Még lesújtóbb probléma volt a lőporos zsákok és a ládák hiánya; mindössze 700-zal rendelkeztek az összecsapás kezdetén, noha a munkások erejük megfeszítésével, varrták-gyártották őket még Anderson személyes ruhatárát is felhasználva alapanyagnak. A készletek hiánya miatt Anderson mindössze hat ágyú használatára korlátozta magát: kettővel Cummings Pointot, kettővel a Moultrie-erődöt és kettővel a Sullivan sziget ütegeit lőtték.
Fox felmentő expedíciójának hajói 12-én már közeledtek. Fox személyesen éjjel 3-kor érkezett Baltic nevű gőzösén, a flotta többi része 6-kor futott be, kivéve a két hadihajó egyikét, USS Powhatan, amelyik egyáltalán nem ért a tervezett helyszínre, mert Fox tudtán kívül átirányították a Pickens-erőd felmentésére Floridába. Mikor a készletekkel az erőd felé indultak, a parti tüzérség lőni kezdett rájuk, így visszavonultak. Fox sötétedés utánig várt, de nem érkezett meg a hadihajó. Másnap a nagy hullámzás nem tette lehetővé, hogy csónakokban ülő emberek készleteket szállítsanak, így Fox abban reménykedett, hogy Andersonék 13-án éjjelig kitartanak.
Noha a Sumter-erőd kőből épült, a barakkok és a tiszti szálló fából készült. A konföderációs tüzérség tűzőn hevített lövedékeivel ezeket igyekezett eltalálni és felgyújtani. Április 12-én délután 7-kor esni kezdett, ami eloltotta a tüzeket és ezzel egy időben a helyőrség is beszüntette a tüzelést éjszakára. Alvásukat azért az éjszakai gyalogsági partraszállás lehetősége nyugtalanította. A sötétség idejére a konföderációs tüzérség óránként négy lövésre csökkentette tevékenységét. Április 13-án reggel folytatták a tüzelést és újra hevített golyókkal lőtték a faépületeket. Délig sikerült felgyújtani majdnem mindegyiket és a főkapu is lángokban állt. A tűz a lőszerraktár felé terjedt, ahol 300 hordónyi lőport tároltak. Az uniós katonák elkezdték a hordók biztonságba helyezését, de még kétharmaduk a helyén állt, mikor Anderson úgy ítélte, hogy a tűz veszélyesen közel van és lezáratta a raktár ajtaját. A maradék hordókat a tengerbe hajigálták, de az ár csoportokban visszasodorta őket a falak alá és némelyik hordót már lángok nyaldosták a becsapódó lövedékek hevétől. Anderson kétszeres erőfeszítést követelt tüzéreitől, de a konföderációs tüzérség is fokozta tevékenységét, most már szinte kizárólag csak hevített lövedékeket használva. A déli katonák közül sokan csodálták a jenkik elszántságát és kitartását. Mikor az erőd ágyúi pihentek, a déliek gyakran éljenezni és tapsolni kezdtek, mikor pedig újrakezdték a tüzelést, a közelben várakozó uniós hajók felé kiáltoztak, melyek nem jöttek az erőd segítségére.

## A megadás
Az erőd központi zászlórúdját április 13-án délután 1-kor egy találat ledöntötte. Ez a konföderációs sorokban némi kétséget ébrésztett, hogy talán az ellenség így jelzi feléjük megadási szándékát. Louis T. Wigfall ezredes, egykori USA szenátor addig csak figyelte az ütközet alakulását, ekkor viszont úgy döntött, hogy ez annak a jele, hogy az erőd már eleget szenvedett. Kis csónakon a Morris szigethez evezett és fehér zsebkendőjét kardjára tűzve lobogtatta, igyekezve elkerülni a Sullivan szigetéről érkező ágyúlövedékek becsapódását. Anderson őrnaggyal találkozva kijelentette: "Önök, Uraim dicső módon védték a zászlajukat. Mindent megcselekedtek, amit lehetséges volt, és Beauregard tábornok véget akar vetni ennek a harcnak. Milyen feltételek mellett hajlandóak kiüríteni az erődöt?" Andersonba lelket öntött Wigfall "kiürítés" szava, mely tartalmában különbözött a "megadás"-tól. Lőszere fogyóban volt, a tűz terjedését nem tudták megfékezni, katonái pedig éhesek és kimerültek voltak. Az állásaik becsülettel történő megvédése megelégedetté tette, hiszen több mint 3000 lövést kaptak, de mindezek ellenére veszteségek nélkül állták a csapásokat. Anderson délután 2 órakor elfogadta a tűzszünetet.
A Sumter-erőd felvonta zászlórúdjára Wigfall zsebkendőjét, mialatt az ezredes visszaevezett Morris szigetre, ahol hősként üdvözölték. A zsebkendőt Charlestonban is látták és egy Beauregard-t képviselő tiszti különítmény, Stephen D. Lee, Porcher Miles, Charleston egykori polgármestere, és Roger Pryor az erődhöz hajóztak. Anderson dühöngött, amikor kiderült, hogy a tisztek szerint Wigfallnak semmilyen hatásköre nem volt megegyezésbe bocsátkozni és közölték, hogy az egykori szenátor legalább két napja nem is beszélt Beauregard-ral, így nem tolmácsolhatta annak akaratát. Anderson a tüzelés folytatásával fenyegetett, közben azonban Beauregard maga is megpillantotta a zsebkendőt és egy második küldöttséget menesztett az első után, mely lényegében ugyanazt kínálta fel, mint amelyeket Wigfall előadott, így az egyezség létrejött.
A helyőrség április 14-én délután 2:30-kor tette le a fegyvert. Egyik oldalon sem esett áldozatul senki az ágyúzásnak. Azonban Anderson egyik feltételéül szabott 100 ágyúból leadott díszsortűz során egy adag lőpor a rápattanó szikrától felrobbant, és halálosan megsebesítette Daniel Hough-t és Edward Gallowayt, valamint súlyos sérüléseket okozott másik négy katonának. A további sortüzet 50 lövés után lefújták. Hough-t az erőd udvarán temették el két órával a robbanás után. Gallowayt és George Fielding közlegényt a charlestoni kórházba szállították, ahol Galloway pár nappal később belehalt sérüléseibe. Galloway és Hough voltak a polgárháború első hősi halottai. Fielding hat hét lábadozás után jöhetett ki a kórházból. A másik két sérültet az uniós csapatokkal együtt felrakták egy Isabel nevű konföderációs gőzösre, ahol az éjszakát töltötték, majd másnap reggel kivitték a Baltic-hoz, Fox zászlóshajójához, mely a kikötő bejáratán kívül várakozott.
Anderson magával vitte a Sumter-erőd zászlaját, ami északon a csata szimbólumává vált és a toborzások alkalmával harcias önkéntesek özönlöttek alá szerte az országból. Frederic Edwin Church festőt is megihlette, így született meg az Our Banner in the Sky (Lobogónk az égen) című festmény, az égen felsejlő csíkokkal és csillagokkal, ami az amerikai lobogót idézi. A képről kromolitográfiát készítettek, melyet az uniós katonák családjainak megsegítése céljából árultak.

## Következmények
A Sumter-erőd ostroma az amerikai polgárháború első hadművelete volt. A megadást követően északi önkéntesek tízezrei sorakoztak föl Lincoln felhívására az erődök visszafoglalására és az elszakadt államok elleni háborúra. A katonai felkészülés nem volt általános, Lincoln 75 000 önkéntes 90 napig tartó fegyveres katonai szolgálatra történő behívását szorgalmazta. Egyébként a szükségesnek látszó kontingensnél ekkorra már jóval több önkéntest mozgósítottak a különböző északi államok kormányzói. Az érintett államok így szinte azonnal jelenthették a kvóta feltöltését. Ohio például 16 napon belül egymaga ki tudta állítani a teljes 75 000-es létszámot. A határállamok kormányzói azonban kertelés nélkül megtagadták a kvóta feltöltését. Claiborne Jackson, Missouri kormányzója azt írta: "Missouri állama egyetlen embert sem fog kiállítani erre a szentségtelen kereszteshadjáratra", Beriah Magoffin, Kentucky kormányzójának válasza pedig úgy hangzott: “Kentucky nem fog embereket vagy pénzt küldeni déli testvérállamaink elnémításának gonosz szándékához." A 75 000 önkéntes fegyverbe szólítása további négy állam kiválását okozta, melyek csatlakoztak a Konföderációhoz. A háború négy évig tartott és 1865 április-június között ért véget, amikor Robert E. Lee tábornagy Észak-virginiai hadserege letette a fegyvert.
A charlestoni kikötő a háború négy éve alatt konföderációs kézen maradt. A blokádtörő kereskedelem miatt az Unió 1862-ben és 1863-ban megpróbálta Charlestont elfoglalni. Először, 1862 júniusában a secessionville-i ütközetben a James Island birtoklásáért indítottak támadást. 1863 áprilisában az első Charleston-öbölben vívott ütközetben hadihajókkal támadták meg az öbölt védő erődöket, majd júliusban a Morris szigeten partraszállás keretében próbálkoztak a Wagner-erőd elfoglalásával. Az öböl bejáratának ellenőrzésével az unió blokádja immár kiterjedt Charleston kikötőjére is. Ezután szeptemberben lerombolták a Sumter-erőd falait és a szimbolikus jelentőséggel bíró erődöt újra megpróbálták elfoglalni, de a Konföderáció meghiúsította ezt a próbálkozást is (második Charleston Harbor-i csata). 1865 februárjában a Konföderáció kiürítette az erődöt és Charlestont, mikor William Tecumseh Sherman vezérőrnagy megtámadta a várost a Carolina hadjárat során. 1865. április 14-én, négy évvel az uniós zászlólevonás után Robert Anderson (ekkor már vezérőrnagy, noha beteg volt és politikai okokból a Sumter-erőd ostromát követően nem sokkal parkolópályára került, ekkor már nyugállományba helyezték) visszatért a lerombolt erődbe és felvonta ugyanazt a lobogót, amit 1861-ben északra vitt magával.
Sherman az erőd két ágyúját a Louisiana State Universitynek ajándékozta (ő volt az egyetem elnöke a háború előtt).

### Emlékezet

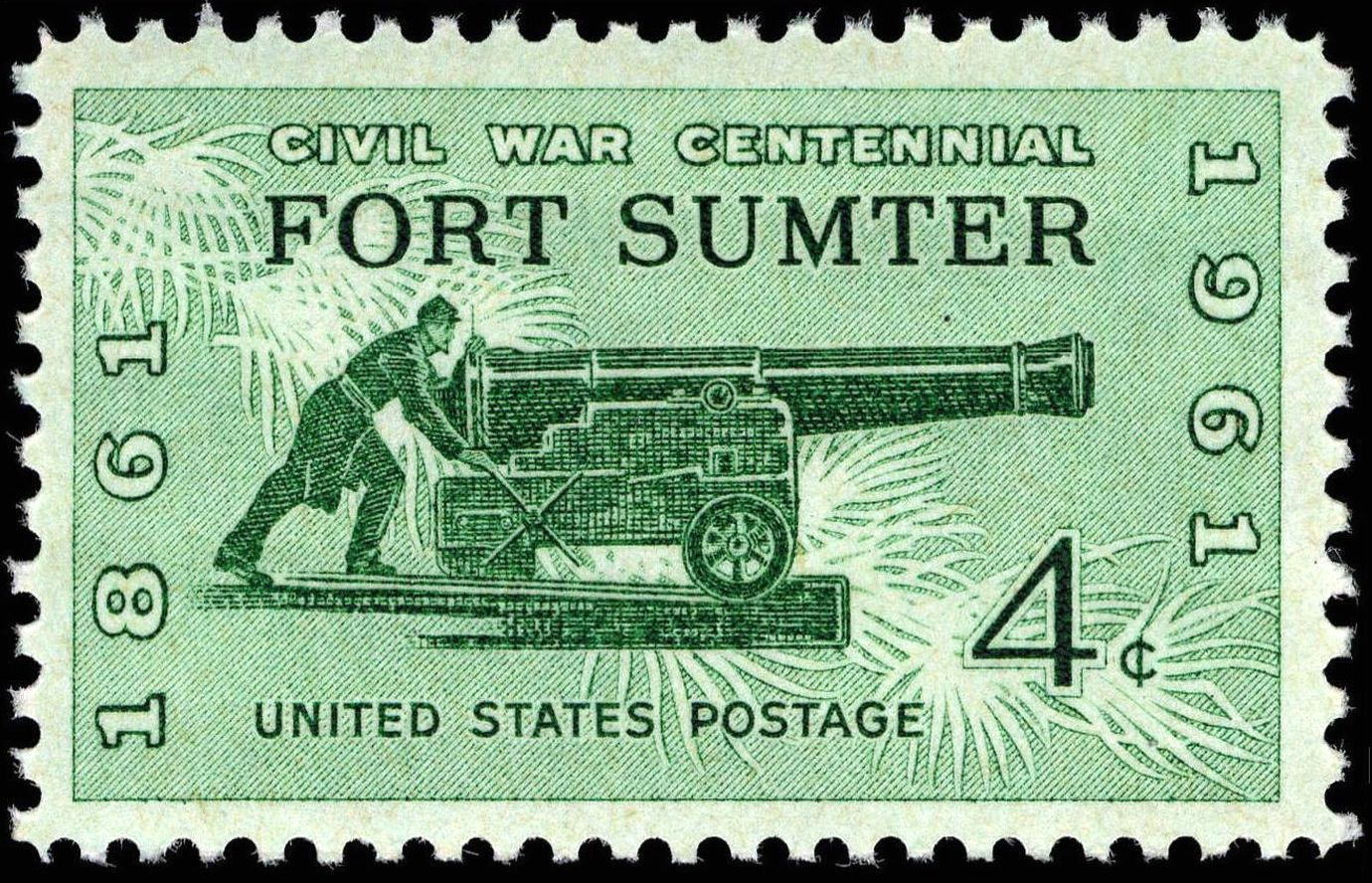
A polgárháború centenáriumára kibocsátott bélyeg

Az Egyesült Államok Postaszolgálata a Sumter-erőd ostromának századik évfordulójára öt bélyegből álló sorozatot bocsátott ki 1961. április 12-én a charlestoni postahivatalban.
A bélyeget Charles R. Chickering tervezte. A parti lövegek egyikét mutatja, melyen egy tipikusan korabeli egyenruhát viselő tiszt éppen elsüt. A háttér szétrobbanó lövedékeket idéző szabalpálmalevél mintákat formáz. Dél-Karolina büszkesége a szabalpálma, ezzel a polgárháború kitörésének földrajzi helyére utalt a tervező. A posta 120 millió példány kibocsátását rendelte el.
A Sumter-erődöt az Amerikai Egyesült Államok Nemzeti Emlékhelynek nyilvánították, és az érdeklődök számára látogatható történelmi helyszínné alakították.